# Robinieae
Robinieae ist eine Tribus in der Unterfamilie der Schmetterlingsblütler (Faboideae) innerhalb der Familie der Hülsenfrüchtler (Fabaceae). Ihre Arten sind ursprünglich nur in der Neuen Welt beheimatet.

## Beschreibung

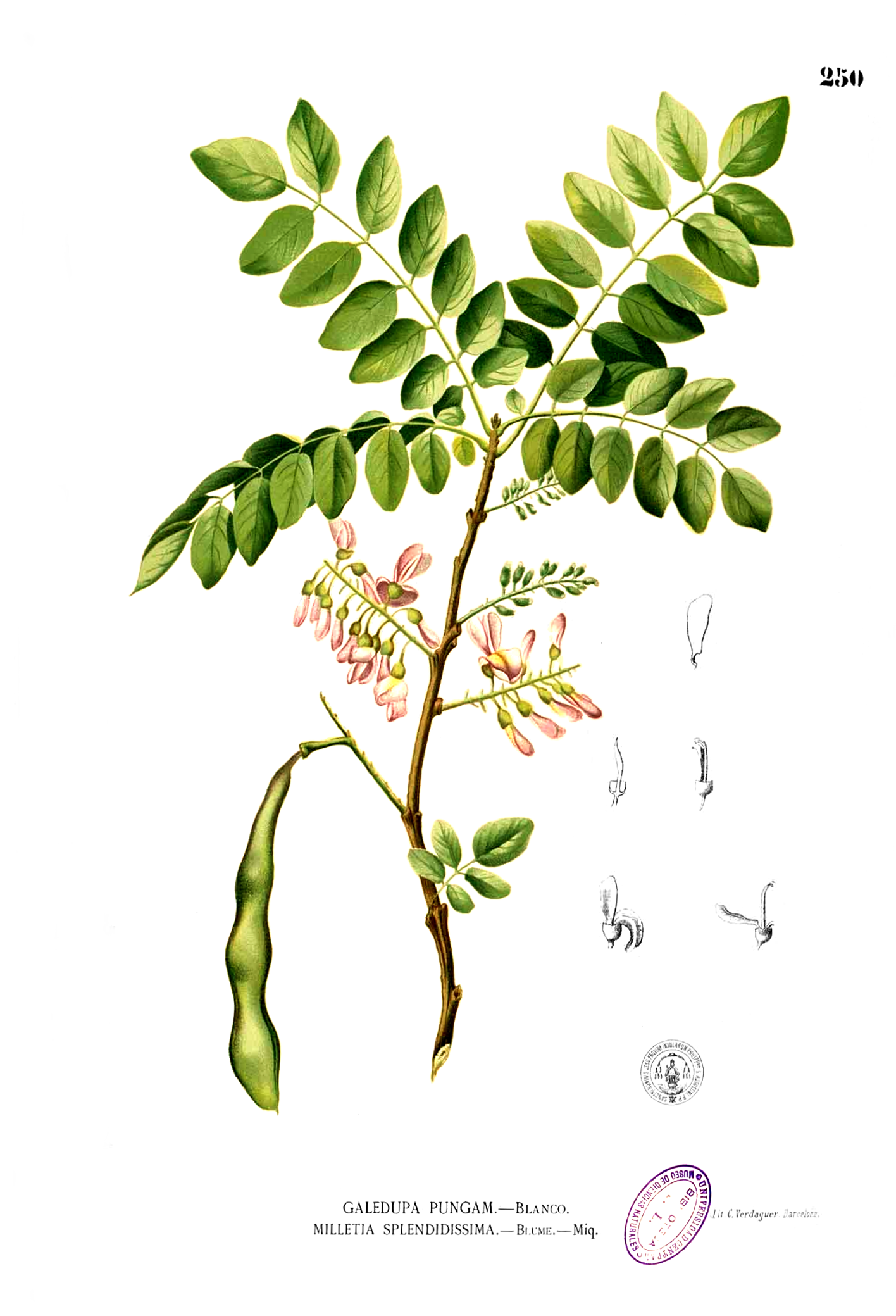
Illustration von Gliricidia sepium

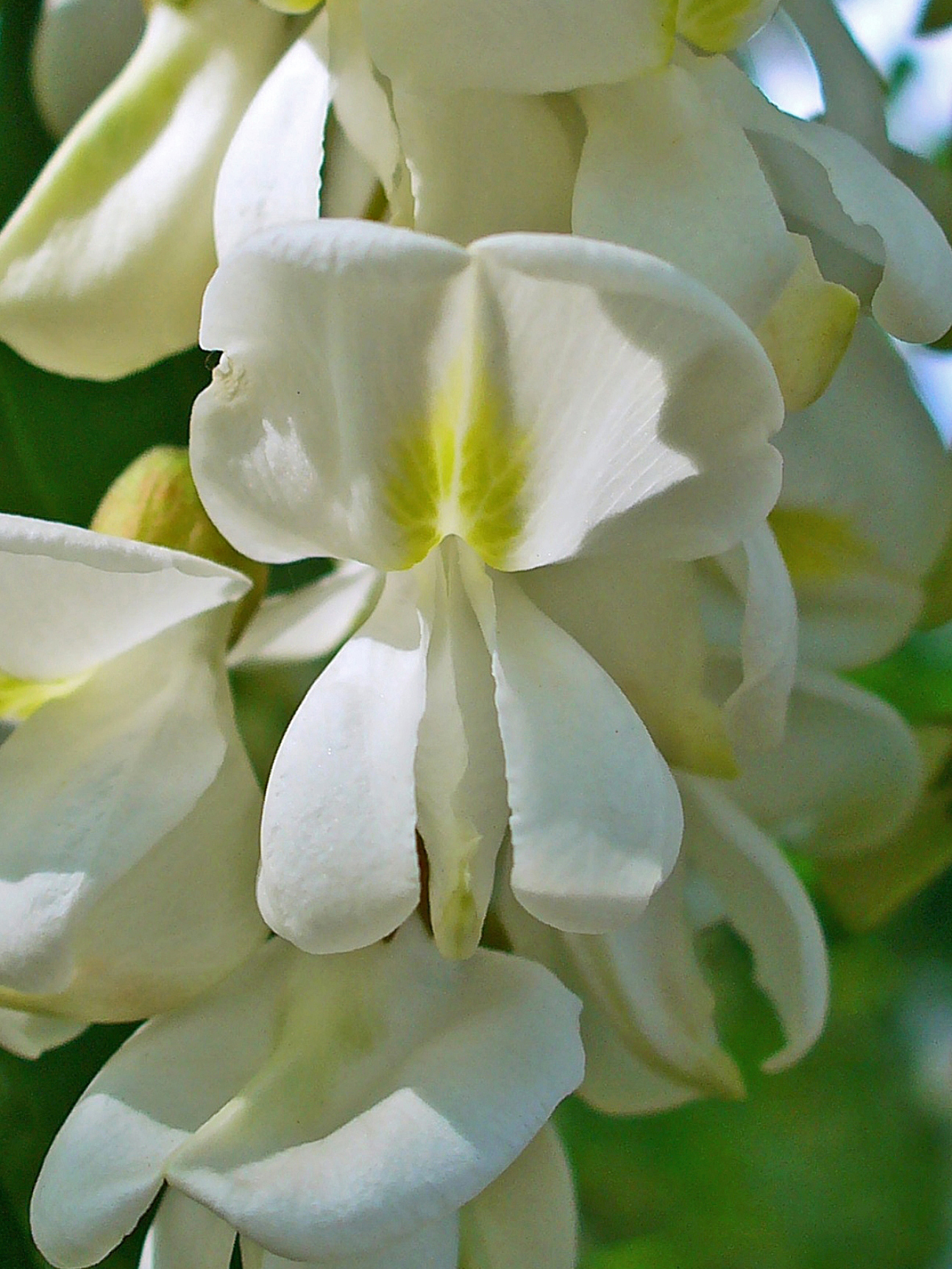
Zygomorphe Blüten von Robinia pseudoacacia

### Erscheinungsbild und Blätter
Es handelt sich um ausdauernde krautige Pflanzen, Sträucher oder Bäume. Die Pflanzenteile sind manchmal drüsig behaart (Trichome).
Die wechselständig angeordneten Laubblätter bestehen aus Blattstiel und Blattspreite. Der Blattstiel ist gepolstert. Die Blattspreite ist paarig oder unpaarig gefiedert. Die Fiederblättchen stehen sich an der Rhachis mehr oder weniger gegenständig gegenüber. Es können schmale Nebenblätter vorhanden, manchmal sind sie zu Stacheln umgewandelt oder sie fehlen. Es sind oft auch Nebenblätter der Fiederblättchen vorhanden.

### Blütenstände und Blüten
Es werden seitenständige, einzeln oder zu mehreren in den Blattachseln stehende, meist hängende, traubige Blütenstände gebildet. Die häutigen Tragblätter sind früh hinfällig.
Die zwittrigen Blüten sind zygomorph sind fünfzählig mit doppelter Blütenhülle (Perianth). Die fünf Kelchblätter sind glockenförmig, manchmal zweilippig verwachsen; von den fürn Kelchzähnen sind zwei mehr oder weniger stark verwachsen. Die Blütenkrone hat den typischen Aufbau der Schmetterlingsblütler mit fünf Kronblättern. Die Fahne besitzt an ihrer Basis oft Anhängsel. Die Flügel sind nicht mit dem Schiffchen verwachsen. Von den zehn Staubfäden ist eines frei oder alle sind miteinander verwachsen, aber bilden nur selten eine geschlossene Röhre. Die Staubbeutel sind alle mehr oder weniger gleich. Das einzige oberständige Fruchtblatt enthält meist einige bis viele, selten nur zwei bis eine Samenanlagen.

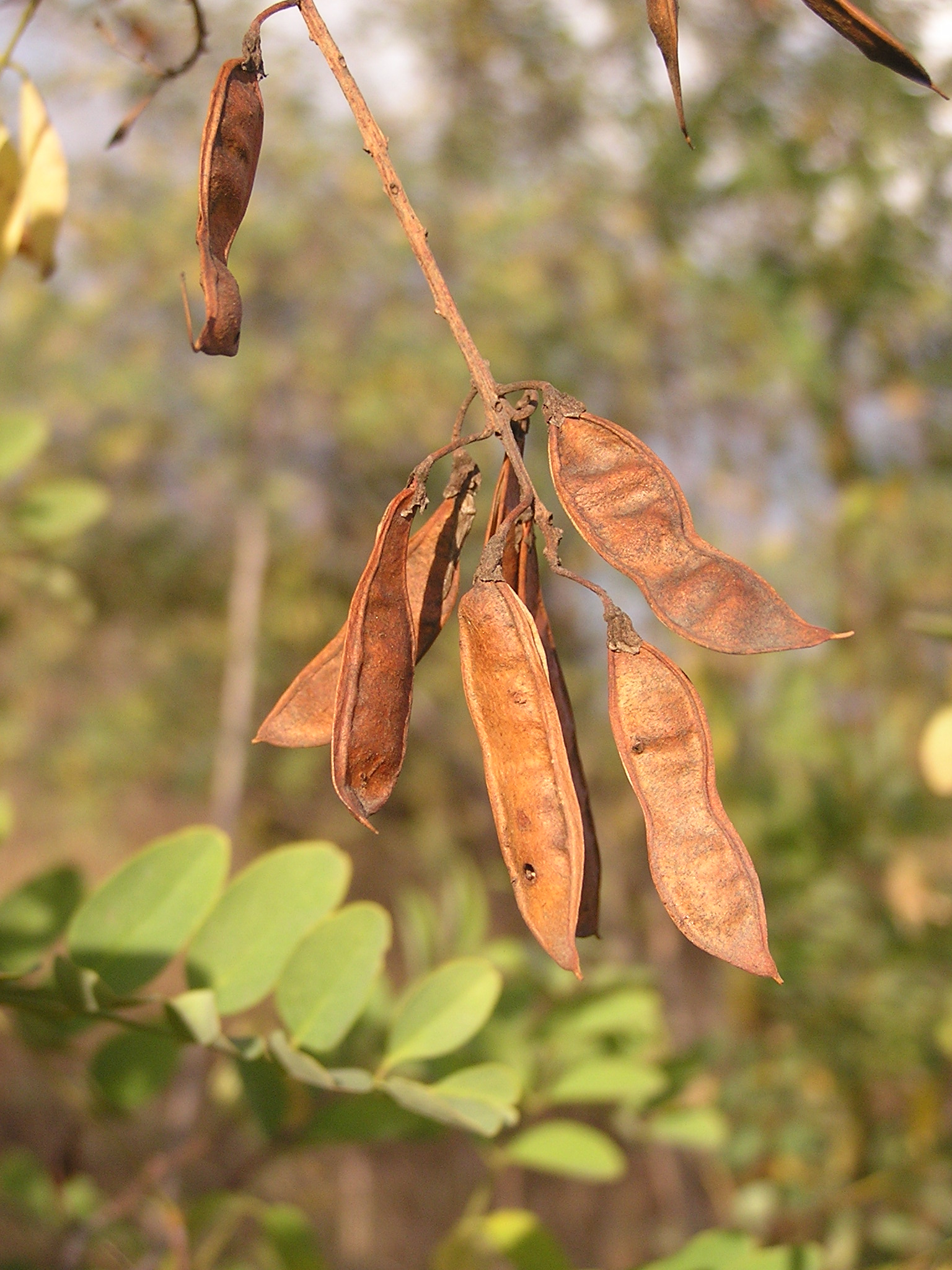
Hülsenfrüchte von Robinia pseudoacacia

### Früchte und Samen
Die holzigen bis dünn-ledrigen, zweiklappigen Hülsenfrüchte enthalten selten nur einen, meist einige bis viele Samen und sind nur selten zwischen ihnen septiert. Die Samen sind breit-eiförmig oder länglich und flach.

## Verbreitung
Das ursprüngliche Verbreitungsgebiet befindet sich in der Neuen Welt. Besonders viele Arten sind in Zentral- und im westlichen Südamerika beheimatet.

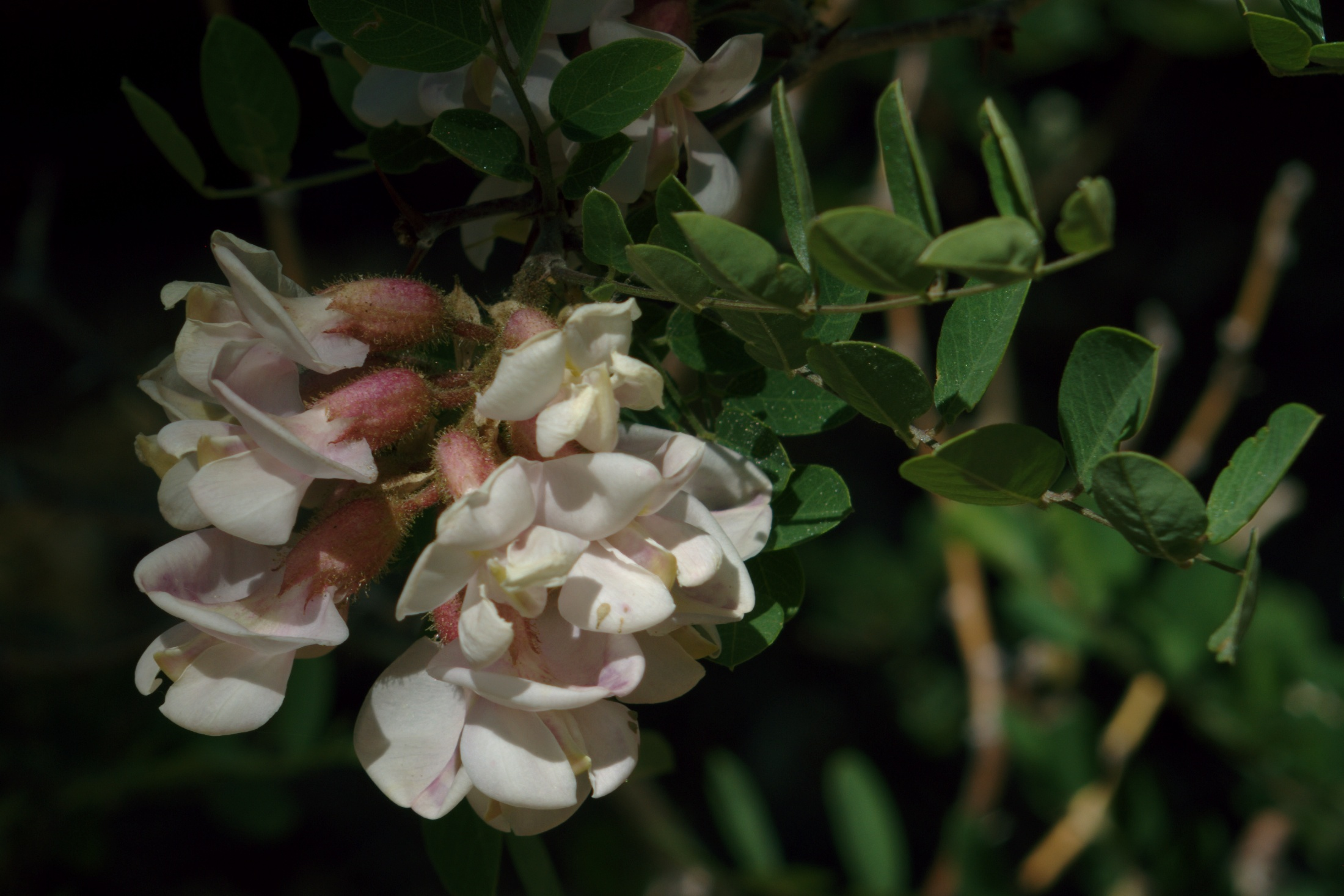
Laubblätter und Blütenstand von Robinia neomexicana

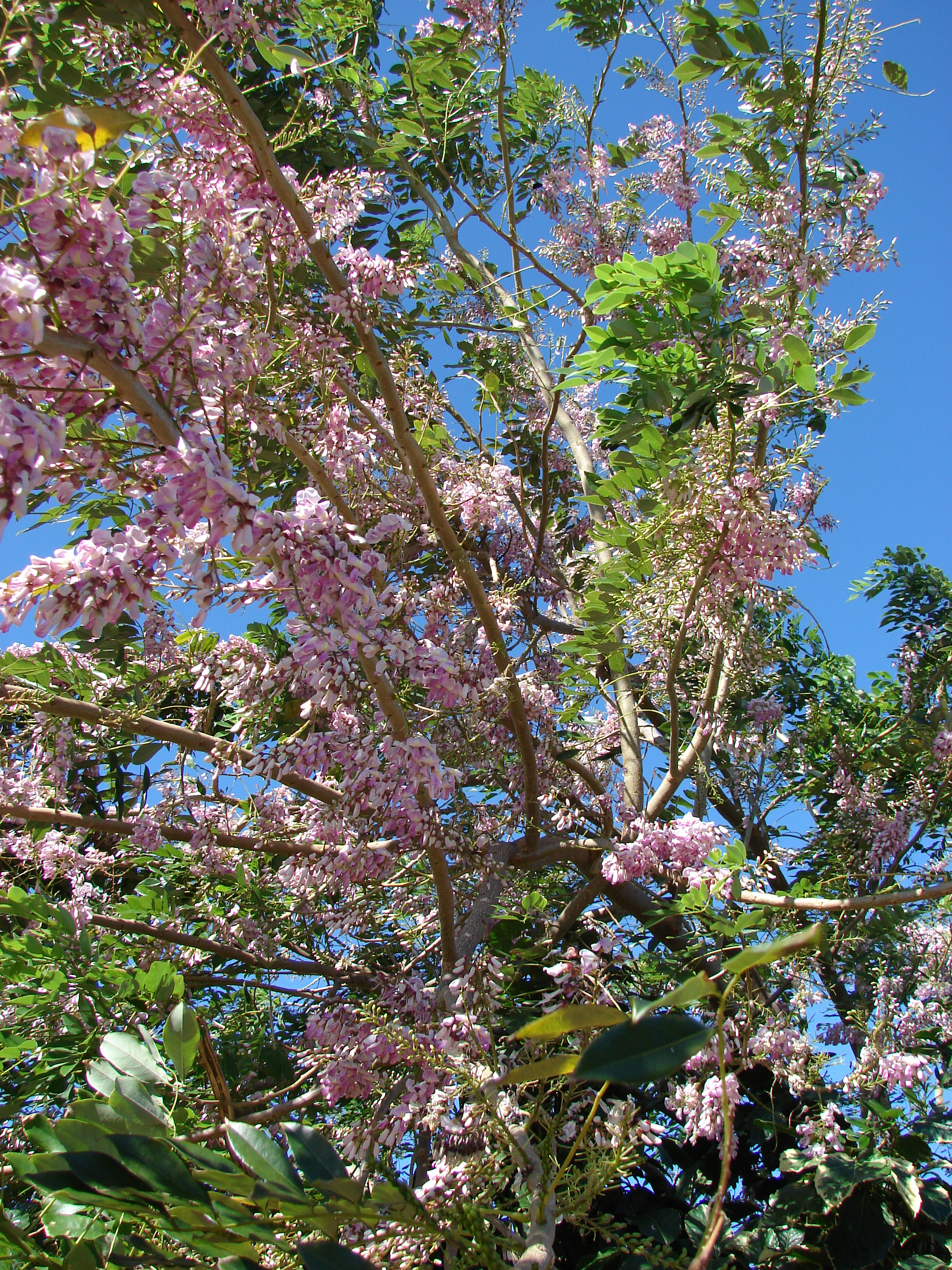
Äste mit Blütenständen und gefiederten Laubblättern von Gliricidia sepium

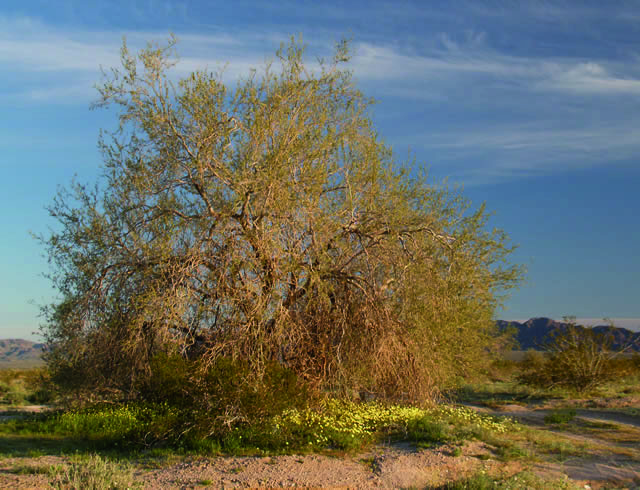
Wüsteneisenholz (Olneya tesota)

## Systematik
Die Tribus Robinieae wurde 1820 durch Friedrich von Berchtold und Jan Svatopluk Presl in O přirozenosti rostlin aneb rostlinář: …, S. 229 aufgestellt.
Die Tribus Robinieae enthält etwa elf Gattungen und etwa 70 Arten in der Neuen Welt:
- Coursetia DC. (Syn.: Benthamantha Alef., Callistylon Pittier, Chiovendaea Speg., Cracca Benth., Humboldtiella Harms, Neocracca Kuntze): Die fast 40 Arten sind in der Neuen Welt verbreitet.[2]
- Genistidium I.M.Johnst.: Es gibt nur eine Art:
  - Genistidium dumosum I.M.Johnst.: Sie kommt in Mexiko in den Bundesstaaten Coahuila sowie Nuevo León und in den USA nur in Texas vor. Dieser Strauch ist selten.[3]
- Gliricidia Kunth: Die nur zwei Arten sind in der Neotropis verbreitet. Darunter:
  - Gliricidia sepium (Jacq.) Walp.: Sie wird im Tropengürtel angebaut.
- Hebestigma Urb.: Es gibt nur eine Art:
  - Hebestigma cubense (Kunth) Urb.: Sie gedeiht in saisonalen Trockenwäldern nur auf Kuba.[4]
- Lennea Klotzsch: Die nur drei Arten sind in Zentralamerika von Mexiko bis Panama verbreitet.
- Olneya A.Gray: Es gibt nur eine Art:
  - Wüsteneisenholz (Olneya tesota A.Gray): Das Verbreitungsgebiet reicht von Arizona sowie Kalifornien bis zu den mexikanischen Bundesstaaten Baja California, Baja California Sur und Sonora.[5]
- Peteria A.Gray: Die etwa vier Arten sind von den USA bis Mexiko verbreitet.
- Poissonia Baill.: Die etwa vier Arten sind in Peru, Bolivien und Argentinien verbreitet.[2]
- Poitea Vent. (Syn.: Bembicidium Rydb., Corynella DC., Notodon Urb., Sabinea DC., Sauvallella Rydb., Vilmorinia DC.): Es gibt etwa 13 Arten.
- Robinien (Robinia L.): Die vier (bis zehn) Arten sind ursprünglich von den Vereinigten Staaten bis ins nördliche Mexiko verbreitet.
- Sphinctospermum Rose: Es gibt nur eine Art:
  - Sphinctospermum constrictum (S.Watson) Rose: Sie kommt in Arizona und Mexiko vor.[6]